# Intelligence (TV-serie, 2020)
Intelligence är en brittisk spionkomedi som sändes i två säsonger på Sky One mellan 2020 och 2023.

## Handling
NSA-agenten Jerry utses till kontaktman vid den brittiska motsvarigheten GCHQ. Han gör sig snart impopulär genom sin bryska och arroganta stil men hittar en allierad i den osäkre dataanalytikern Joseph.

## Rollista i urval
- David Schwimmer - Jerry Bernstein
- Nick Mohammed - Joseph Harries
- Sylvestra Le Touzel - Christine Cranfield
- Gana Bayarsaikhan - Tuva Olsen
- Colin Salmon - Rupert Fleming
- Diane Morgan - Charlotte (säsong 2)